# Satyrium (chi lan)
Satyrium là một chi thực vật có hoa trong họ Lan.. Có khoảng 91 loài (tính đến 2008) thuộc chi này 

## Một số loài điển hình
- Satyrium aberrans  Summerh.
- Satyrium aciculare  van der Niet & P.J.Cribb
- Satyrium acuminatum  Lindl.
- Satyrium aethiopicum  Summerh.
- Satyrium afromontanum  la Croix & P.J.Cribb
- Satyrium amblyosaccos  Schltr.
- Satyrium amoenum  (Thouars) A.Rich.
- Satyrium anomalum  Schltr.
- Satyrium baronii  Schltr.
- Satyrium bicallosum  Thunb.
- Satyrium bicorne  (L.) Thunb.
- Satyrium brachypetalum  A.Rich.
- Satyrium bracteatum  (L.f.) Thunb.
- Satyrium breve  Rolfe
- Satyrium buchananii  Schltr.
- Satyrium candidum  Lindl.
- Satyrium carneum  (Dryand.) Sims
- Satyrium carsonii  Rolfe
- Satyrium chlorocorys  Rchb.f. ex Rolfe
- Satyrium compactum  Summerh.
- Satyrium comptum  Summerh.
- Satyrium confusum  Summerh.
- Satyrium coriifolium  Sw.
- Satyrium coriophoroides  A.Rich.
- Satyrium crassicaule  Rendle
- Satyrium cristatum  Sond.
- Satyrium ecalcaratum  Schltr.
- Satyrium elongatum  Rolfe
- Satyrium erectum  Sw.
- Satyrium fimbriatum  Summerh.
- Satyrium flavum  la Croix
- Satyrium foliosum  Sw.
- Satyrium hallackii  Bolus
- Satyrium humile  Lindl.
- Satyrium johnsonii  Rolfe
- Satyrium kermesinum  Kraenzl.
- Satyrium kitimboense  Kraenzl.
- Satyrium ligulatum  Lindl.
- Satyrium longicauda  Lindl.
- Satyrium longicolle  Lindl.
- Satyrium lupulinum  Lindl.
- Satyrium macrophyllum  Lindl.
- Satyrium mechowii  Rchb.f.
- Satyrium membranaceum  Sw.
- Satyrium microcorys  Schltr.
- Satyrium microrrhynchum  Schltr.
- Satyrium mirum  Summerh.
- Satyrium miserum  Kraenzl.
- Satyrium monadenum  Schltr.
- Satyrium monophyllum  Kraenzl.
- Satyrium muticum  Lindl.
- Satyrium neglectum  Schltr.
- Satyrium neilgherrensis  Fyson
- Satyrium nepalense  D.Don
- Satyrium odorum  Sond.
- Satyrium oliganthum  Schltr.
- Satyrium orbiculare  Rolfe
- Satyrium outeniquense  Schltr.
- Satyrium pallens  S.D.Johnson & Kurzweil
- Satyrium paludosum  Rchb.f.
- Satyrium parviflorum  Sw.
- Satyrium perrieri  Schltr.
- Satyrium princeae  Kraenzl.
- Satyrium princeps  Bolus
- Satyrium pulchrum  S.D.Johnson & Kurzweil
- Satyrium pumilum  Thunb.
- Satyrium pygmaeum  Sond.
- Satyrium retusum  Lindl.
- Satyrium rhynchanthoides  Schltr.
- Satyrium rhynchanthum  Bolus
- Satyrium riparium  Rchb.f.
- Satyrium robustum  Schltr.
- Satyrium rostratum  Lindl.
- Satyrium rupestre  Schltr.
- Satyrium sceptrum  Schltr.
- Satyrium schimperi  Hochst. ex A.Rich.

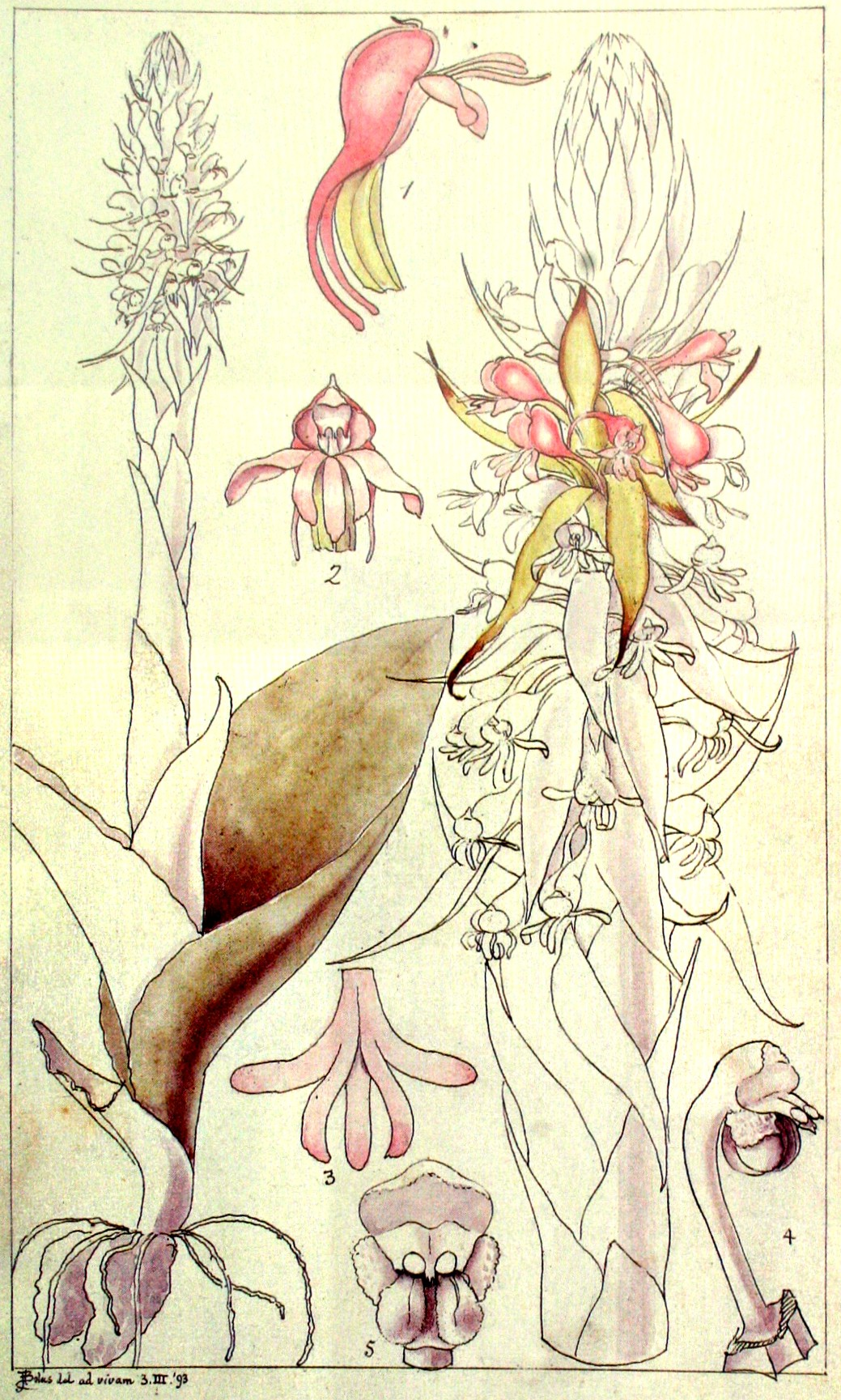
Satyrium macrophyllum
Pencil and watercolour by Harry Bolus

- Satyrium shirense  Rolfe
- Satyrium sphaeranthum  Schltr.
- Satyrium sphaerocarpum  Lindl.
- Satyrium stenopetalum  Lindl.
- Satyrium striatum  Thunb.
- Satyrium trinerve  Lindl.
- Satyrium volkensii  Schltr.
- Satyrium welwitschii  Rchb.f.
- Satyrium yunnanense  Rolfe